# Ларс Клінтінг
Ларс Рейнгольд Клінтінг (швед. Lars Reinhold Klinting; 25 квітня 1948, Стокгольм — 9 грудня 2006, Бромма) — шведський автор та ілюстратор дитячих книг.

## Біографія
Клінтінг з дитинства цікавився малюванням, проте професійної освіти не отримав. Навчався і працював сто́ляром-червонодере́вником, ілюстратором технічних об'єктів, вчителем Народної середньої школи Святого Еріка. Одним з його захоплень була природа, яка постійно повторюється в його книгах. У центрі Стокгольма Ларс Клінтінг мав власну студію, де малював тварин і рослин.

## Творчість

### Ор'ян— орел, що боїться висоти
Шлях Клінтінга у дитячу літературу почався на Лофотені. Щодня автор проходив повз гірську ущелину, де оселилася пара орлів, яких назвали Ор'ян і Ебба. Там і зявилася ідея першої книги Клінтінга — «Ор'ян — орел, що боїться висоти», історії про те, як маленькій пташці вдалося вилікувати страх орла перед польотом. Книга була опублікована в 1982 році. У 1999 році вона була екранізована Хамідом Навімом, а наступного року номінована на кінопремію Золотий жук у категорії «Найкращий короткометражний фільм».

### Кастор та Фріппе
Ларс Клінтінг також написав та проілюстрував сім книг про майстровитого бобра Кастора та його маленького помічника Фріппе.
- Кастор теслює 1995
- Кастор шиє 1996
- Кастор випікає 1996
- Кастор вирощує 1997
- Кастор фарбує 1998
- Фріппе ремонтує все 1999
- Кастор лагодить 2004

### Інші твори

#### Власні книги
- Pärlsork 1983
- Дерево догляду 1984
- Перша книга про птахів 1987
- Перша книга про дерево 1990
- Перша книга про комах 1991
- Lilla kuten och andra ungar i naturen 1992
- Lilla kultingen och andra ungar på gården 1993
- Перша книга про тварин 1993
- Леопольд 1994
- Tuppen vill ha 2003

#### Ілюстрування
Серед ілюстрованих Клінтінгом книг — серія Розмарі Вейр «Дракоберт» (1976—1977), казки Редьярда Кіплінга (1986—1987), Чудесна мандрівка Нільса Гольгерсона з дикими гусьми Сельми Лагерлеф (1989), «Різдво в стайні» Астрід Ліндгрен (2021)

## Видання в Україні
Українське видавництво Час Майстрів видало твори про Кастора в серії «Найкраще — дітям» у перекладі Ганни Мамчур.
- Клінтінг, Ларс. Кастор — на всі лапи майстер: теслює та шиє. — Переклад з швед.: Ганна Мамчур. — Київ : Час Майстрів, 2017. — 72 с. — ISBN 978-966-915-188-9.[8]
- Клінтінг, Ларс. Кастор — на всі лапи майстер: пече пиріг та вирощує квасолю. — Переклад з швед.: Ганна Мамчур. — Київ : Час Майстрів, 2017. — 72 с. — ISBN 978-966-915-183-4.[8]
- Клінтінг, Ларс. Кастор — на всі лапи майстер: фарбує шафку та лагодить велосипед. — Переклад з швед.: Ганна Мамчур. — Київ : Час Майстрів, 2017. — 72 с. — ISBN 978-966-915-213-8.[9]
- Кастор — на всі лапи майстер: розповідає про інструменти та вчить їх застосовувати. Переклад з швед.: Ганна Мамчур. — Київ : Час Майстрів, 2022. — 240 с. — ISBN 978-617-825-310-3. Книга містить всі 7 історій про Кастора.[10]

## Нагороди та відзнаки
Книга року «Панда»
- 1986 — Тримайте чоботи брудними
- 1989 — Перша книга про птахів
- 1991 — Перша книга про дерево
- 1993 — Перша книга про комах

Меморіальна дошка Ельзи Бесков — 1987
Книжкове журі
1998 — Кастор малює
1999 — Фріппе готує
Дитяча колекція Wettergren — 2000
Після смерті Ларса Клінтінга видавництво Alfabeta Bokförlag заснувало нагороду його пам'яті, Премію Кастора.
Роботи Клінтінга також представлені в Гетеборзькому художньому музеї.
Похований на Північному кладовищі за межами Стокгольма.